# 阳曲街道
阳曲街道是中华人民共和国陕西省渭南市临渭区下辖的一个街道办事处。

## 行政区划
阳曲街道下辖以下村级行政区划单位：
布王村、沙王村、大吉村、贺田村、小霍村、太夫张村、大李村、前峰村、黑杨村和楼赵村。